# Моргот
Мо́ргот Ба́углир (синд. «Чёрный враг», синд. «Притеснитель»), изначально был известен как Ме́лькор (кв. «восстающий в мощи», «тот, кто восстаёт в могуществе») — в легендариуме Дж. Р. Р. Толкина один из Айнур, главный антагонист произведений «Сильмариллион», «Дети Хурина», «Берен и Лутиэн» и «Падение Гондолина».
Изначально был самым могущественным из Айнур, с течением времени стал олицетворением зла и тьмы. Мелькору противостоят остальные Валар во главе с Манвэ. Ещё до сотворения Музыки Айнур Мелькор хотел взять в жёны валиэ Варду, но та отвергла его, и тогда он преисполнился к ней великой ненавистью. До самого своего изгнания за пределы Арды через Врата Ночи он боялся её больше всего в Эа. В войне против Валар Мелькор был не одинок: на его сторону перешли многие майар, привлечённые великолепием Мелькора в дни его величия и сохранившие верность ему и во тьме; других он заставил служить себе с помощью лжи и предательских даров. В числе этих духов страшны были Валараукар, которых в Средиземье называли балрогами, демонами ужаса.
По поводу падения Мелькора в «Валаквента» говорится, что «от величия он пал к высокомерию, а от него — к презрению ко всем, кроме самого себя, и стал духом разрушающим и безжалостным. Мудрость подменил он коварством, искажая и подчиняя своей воле всё, чем желал воспользоваться, став в итоге бесчестным лжецом. Вначале он жаждал Света, но, когда не сумел завладеть им для себя одного, он, через пламя и гнев, спустился в огненную бездну, во Тьму. Именно тьму использовал он всего более в своих злобных деяниях в Арде, и сделал ее прибежищем страха для всех живых существ». Согласно легендариуму Толкина, именно Мелькор замыслил для Арды «неуёмный ледяной холод», «жар и всепожирающий огонь» и земную кору.
В произведениях Толкина Мелькор является аналогом христианского Сатаны, некогда бывшего ангелом Люцифером, но ставшего падшим из-за гордыни. Моргота также сравнивают с падшим ангелом из поэмы «Потерянный рай» Джона Мильтона. Том Шиппи отметил сходство первых глав «Сильмариллиона» и «Книги Бытия» в вопросах сотворения мира и природы зла. Маджори Бернс заметила, что Моргот у Толкина олицетворяет разрушительное начало, злобу и коварство. По мнению Верлин Флигер, главным искушением является желание обладания, которое объединяет Мелькора и Феанора.

## Музыка Айнур
Согласно «Айнулиндалэ», «Мелькору, из всех Айнур, даны были величайшие дары могущества и знания, а также и доля во всех дарах его собратьев». «Часто странствовал он один, в пустоте, взыскуя Неугасимого Пламени, ибо распалялось в нём желание дать Бытие собственным творениям; и казалось ему, что Илуватару дела нет до Пустоты, и не давала Мелькору покоя её праздность. Однако не обрёл он Огня, ибо Огонь принадлежит Илуватару. Но в одиночестве рождались у него мысли иные, нежели у собратьев его».
Падение Мелькора началось с Великой Музыки Айнур: увидев возможность заявить о своих собственных помышлениях, Мелькор попытался вплести в неё часть своих мыслей, желая «возвеличить славу и мощь назначенной ему роли», чем сразу же вызвал разлад: «те, кто пели подле, удручились, и смутились их помыслы, и оборвалась их песня, иные же принялись подстраивать свою музыку под тему Мелькора, а не к той мысли, что владела ими поначалу». Увидев это, Илуватар дважды останавливал Великую Музыку и изменял основную тему, но всякий раз «нестройная песнь Мелькора звучала ещё яростнее, споря с нею». «В разгар этой борьбы, от которой содрогались чертоги Илуватара …, поднялся Илуватар в третий раз, и ужасен был лик его. И воздел он вверх руки, и единым аккордом, глубже, нежели Бездна, выше, чем Небесный свод, всепроникающая, точно взор Илуватара, Музыка смолкла». Обратившись к Айнур, Илуватар заявил: «Могучи Айнур, а Мелькор — могущественнейший из них, но … невозможно сыграть тему, которая не брала бы начала во мне, и никто не властен менять музыку вопреки мне. Ибо тот, кто попытается сделать это, окажется моим же орудием в созидании сущностей ещё более удивительных, о каких он сам и не мыслил». И устрашились Айнур, … Мелькор же устыдился, а стыд породил тайный гнев.

## Первые войны Мелькора
Согласно «Айнулиндалэ», когда Эру Илуватар представил Айнур зримое, материальное воплощение исполненной ими Великой Музыки и предстоящий приход Детей Илуватара, многие из числа самых могущественных Айнур обратили все помыслы свои к этой тверди. Главным среди них был Мелькор. Он сделал вид, что желает отправиться в Арду и обустроить её на благо Детям Илуватара, сдерживая неистовство всепожирающего жара и неуёмного ледяного холода, что пришли через него. Однако на самом деле мечтал он подчинить своей воле и эльфов, и людей, захотелось ему иметь подданных и рабов, называться Владыкой и властвовать над чужой волей.
Мир был ещё пуст и бесформен, и Валар лишь предстояло воплотить то, что они узрели в видении Илуватара. Великий труд этот длился бессчётные века, пока наконец в центре необъятных чертогов Эа не возникла та твердь, что была предназначена Детям Илуватара. В созидании мира главная роль пришлась на Манвэ, Улмо и Аулэ, но и Мелькор был в Арде с самого начала и вмешивался во все дела Валар, продвигая свои собственные замыслы, и возжёг великие пожары. Пока Земля была ещё молода и объята пламенем, Мелькор возжелал полной власти над ней и объявил Арду своим королевством. Против него выступил брат его, Манвэ; на помощь ему слетели многие духи, чтобы не помешал Мелькор завершению их трудов.
Сойдя в Мир, Валар приняли телесный облик, подобный облику Детей Илуватара, отличаясь от него лишь величием и блеском, и являются взору прекрасными и всемогущими, и благостными. Они трудились сообща, придавая Земле законченность, упорядочивая хаос и укрощая буйство стихий. Мелькор, завидуя другим Валар, также принял зримое обличие, но облик его был тёмным и пугающим, взор его иссушал жаром и пронзал смертельным холодом. 
Первая битва Валар с Мелькором за владение Ардой началась ещё до того, как Арда обрела законченную форму, прежде, чем появилось что-либо, что растёт либо ступает по земле. Как только начинали Валар новый труд, Мелькор разрушал или искажал его плоды. Так возник раздор между Мелькором и прочими Валар. Мелькор долгое время одерживал верх, и Валар смогли победить лишь благодаря приходу Тулкаса. Мелькор бежал от гнева Тулкаса и надолго покинул Арду, а Тулкас остался в Арде и стал одним из Валар, в то время как Мелькор вынашивал свои замыслы во внешней тьме. Желание завладеть королевством Арды по-прежнему царило в его сердце.
После бегства Мелькора Валар упорядочили моря, и земли, и горы. Для освещения Арды Валар создали два великих Светильника и установили их на высоких столпах, и так на Земле стал вечный день. Валар создали своё Первое Королевство на острове Алмарен посреди Великого озера. Мелькор же через своих тайных друзей и соглядатаев знал обо всём, что делалось в Арде, и его обуревали ненависть и зависть к творениям его собратьев. Он призвал к себе из чертогов Эа духов, склонил их к себе на службу, уверился в своей силе и стал ждать удобного момента для нападения.
Пока Валар отдыхали от трудов на своём острове Алмарен и праздновали свадьбу Тулкаса с Нэссой, Мелькор незамеченным проник в Арду и тайно воздвиг огромные Железные горы, стеной отгородившие северные земли. В недрах гор он возвёл тёмную крепость Утумно, откуда начал подтачивать творение Валар, отравляя воды и леса. Прекрасных созданий Йаванны он терзал и мучил, пока они не превратились в чудовищ, жаждущих крови. И когда Мелькор счёл себя достаточно сильным, он открыто выступил против Валар, объявив им войну.
Мелькору удалось застать Валар врасплох. Он сокрушил оба Светильника, и всепожирающее пламя охватило весь мир. Земная твердь раскололась, моря вышли из берегов. Прекрасное королевство Валар было полностью разрушено. Очертания Арды и симметрия её вод и земель были нарушены, так что первоначальным замыслам Валар не суждено было возродиться. Мир снова погрузился во мрак. Происходили землетрясения, пылали пожары, на море поднялись огромные волны. Потребовалась вся мощь Валар, чтобы смирить силу глобальных катаклизмов и не допустить полного уничтожения мира. Во тьме, среди всеобщего смятения, Мелькор ускользнул от Тулкаса и укрылся в Утумно. Валар не стали сражаться с Мелькором, понимая, что война принесёт новые разрушения. К тому же им пока не было известно, в каких местах появятся Дети Илуватара, и час их прихода сокрыт был от Валар.
Валар покинули Средиземье, переселились в Аман и долго жили там в блаженстве, купаясь в свете Древ, в то время как Средиземье было погружено во мрак. Мелькор углубил Ямы Утумно под Железными горами, построил здесь адские подземные дворцы с лабиринтом туннелей и темницами из чёрного камня, огня и льда. Владыка Тьмы собрал вокруг себя духов, верных ему, самыми страшными из которых были балроги, зловещим обликом подобные самому Мелькору. В Утумно также расплодились ужасные чудовища, позже долго тревожившие мир (оборотни, гигантские летучие твари, вампиры и бесчисленные кровососущие монстры и насекомые), а Мелькор распространил свою власть и на юг Средиземья. Недалеко от северо-западных берегов моря он построил себе ещё одну крепость Ангбанд. Командовать им Мелькор поставил своего самого верного слугу — Майа Саурона.
После пробуждения в Средиземье квенди — эльфов и начала Первой эпохи, Мелькор первым узнал об этом и насылал своих злобных духов шпионить за ними. Эльфы, уходившие далеко от озера, исчезали, и никто их более не видел — со временем Мелькор, изуродовав и подвергнув их пыткам, вывел из них отвратительный народ орков из зависти к эльфам и в насмешку над ними; эльфам же были они впредь злейшими врагами.
Желая оградить эльфов от мрака Мелькора, Валар по совету Илуватара решили объявить войну Мелькору и вернуть себе власть над Ардой. Война вошла в историю как Война Стихий, в результате которой армия Мелькора была разбита, а сам он был побеждён Тулкасом, закован в цепь Ангаинор, что отковал Аулэ, и был доставлен в Валинор, а цитадель его — Утумно — была сровнена с землёй. Однако многие приспешники разбежались и пойманы не были, а Саурона Валар не нашли. На суде Мелькор просил Манвэ о прощении, но мольба была отвергнута, и он был брошен в темницу Мандоса, где должен был провести три века, прежде чем снова просить о прощении.

## Мелькор в Валиноре
Разбив армии Мелькора и пленив его, Валар призвали эльфов к себе в Валинор. По прошествии трёх веков заточения Мелькора вновь привели на суд Валар. Мелькор смиренно пал к ногам Манвэ и взмолился о прощении, поклявшись, что будет помогать Валар во всех их трудах. Манвэ даровал ему прощение, однако Валар не желали отпускать его из-под надзора, и Мелькор вынужден был поселиться в стенах Валимара. Но все слова его и деяния в то время казались благими, и потому в скором времени ему позволили свободно бродить по земле, и Манвэ был уверен, что Мелькор исцелился от зла.
В глубине души Мелькор более всего ненавидел эльдар, потому что видел в них причину собственного низвержения. Но тем более старался он выказать им свою любовь и искать их дружбы, и предлагал он им свои тайные знания и помощь во всех их начинаниях. Ваниар, правда, не доверяли ему, а на телери Мелькор сам не обращал внимания, считая их слишком слабыми для осуществления его замыслов. Нолдор, однако, восторгались сокровенными знаниями, что открывал им Мелькор, и прислушивались к его льстивым речам, смешанным с ложью. Мелькор, в частности, распускал слухи о том, что Валар якобы привели эльдар в Аман из зависти, опасаясь, что их красота и способности к творчеству, полученные от Илуватара, способны возрасти настолько, что они выйдут из подчинения Валар. Мелькор пробуждал в своих слушателях грёзы о могучих королевствах, которыми эльфийские владыки могли бы править безраздельно на бескрайних просторах Средиземья. Мелькор также раскрыл эльфам тайну, которую Валар им не открывали, — о грядущем приходе в Арду смертных людей. Среди эльфов распространился слух, будто Манвэ держит их в плену для того, чтобы люди могли прийти и вытеснить их из королевств Средиземья. Многие нолдор поверили этим злобным наветам и принялись роптать против Валар; многих обуяла алчность и гордыня, и позабыли они, сколь многое из того, чем обладали и что знали, получили они в дар от Валар.
В те времена эльфы, как говорится в «Сильмариллионе», достигли необычайных высот мастерства. И Феанор сотворил драгоценные Сильмарили, внутри которых хранился свет Древ. Мелькор же возжелал заполучить Сильмарили, но к драгоценностям этим он не мог даже приблизиться, ибо они бдительно охранялись в подземных залах сокровищницы Феанора в Тирионе.
Мелькор распустил новые лживые слухи о том, будто Финголфин и его сыновья замышляют захватить власть, принадлежащую Финвэ и Феанору, его прямому наследнику. В то же время он рассказывал Финголфину и Финарфину, что Феанор собирается изгнать их. Когда же Мелькор убедился, что его ложь пробудила в сердцах нолдор гордыню и гнев, он заговорил с ними об оружии, и тогда нолдор начали ковать мечи, секиры, копья и щиты. Пламя вражды, которое Мелькор разжёг в сердцах нолдор, привело к завершению эпохи процветания Валинора. Феанор открыто вёл бунтарские речи против Валар, объявляя, что хочет покинуть Валинор и освободить от рабства всех нолдор, кто последуют за ним. Когда же Феанор поднял меч на своего брата Финголфина, гнев и смятение охватили Валар, и они призвали Феанора для разбирательства в Круг Судьбы. Тогда и было разоблачено коварство Мелькора, но и Феанора, нарушившего мир Валинора и поднявшего меч на родича, не оправдали — его отправили в изгнание на двенадцать лет. Мелькор же скрылся от гнева Валар.
Некоторое время спустя Мелькор пришёл к Феанору и предложил свою дружбу и помощь в бегстве из «рабства» Валар. Феанор, однако, прогнал его прочь. Оскорблённый Мелькор умчался из Валинора, подобно чёрной тени. Валар ожидали, что Мелькор отправится на север Средиземья, к своим прежним цитаделям, и отправили за ним погоню, однако Мелькор, заметая следы, бежал на юг Амана.
Там в пещерах Аватара он отыскал чудовищное порождение тьмы, демона-паучиху Унголиант, из числа тех, кого Мелькор в давние века склонил ко злу и привлёк к себе на службу. Мелькор явился ей в образе, что носил некогда как тиран Утумно, — образ тёмного Властелина, могучего и ужасного. С тех пор он постоянно носил это обличье.
Мелькор уговорил её отправиться в Валинор и отомстить Валар, пообещав за это дать ей всё, что она пожелает. В Валиноре было в то время празднество, и все Валар, Майар и эльфы собрались на Таникветиле на великом пире во славу Эру Илуватара. В то же самое время Мелькор и Унголиант, окутанные плащом тьмы, пробрались в Валинор через горную цепь Пелори, стремительно пересекли поля Валинора и приблизились к зелёному холму Эзеллохар, где росли Два Древа. Мелькор пронзил их своим копьём, а Унголиант высосала их сок своим чёрным клювом, и Древа погибли, а Валинор погрузился во тьму. После этого Унголиант окутала Мелькора своим мраком, и они умчались прочь. Манвэ же увидел облако тьмы, несущееся на север, и понял, что причина произошедшего — Мелькор, и послал за ним в погоню Тулкаса и Оромэ, однако во тьме они не смогли найти его. Так свершилась месть Мелькора. Отсюда Мелькор с Унголиант отправились в Форменос, где Мелькор сразил Финвэ, разграбил крепость и, помимо прочих сокровищ, похитил Сильмарили.

## Возвращение в Средиземье
Мрак объял Валинор, и Мелькор и Унголиант, сокрытые облаком тьмы, бежали в Средиземье. Здесь на северных берегах паучиха потребовала награду, и Мелькор отдал ей все захваченные в Форменосе самоцветы, красота которых навсегда покинула мир. Унголиант, однако, заметила, что Мелькор утаил от неё Сильмарили, и потребовала их себе. Когда же тот отказался расстаться с Камнями Феанора, Унголиант набросилась на Мелькора и опутала его паутиной липких щупалец, пытаясь задушить, и он испустил «ужасающий вопль, что отозвался в горах… самый страшный и громкий из звучавших когда-либо на севере Мира: горы затряслись, земля содрогнулась, скалы треснули и разошлись». На вопль из развалин Ангбанда примчались балроги и пламенными бичами разбили сеть Унголиант, а саму её обратили в бегство.
Вернувшись в Ангбанд, Мелькор вновь собрал под своё владычество всех своих слуг, заново отстроил свою цитадель, а над вратами воздвиг тройной пик скалы Тангородрим, и над ними всегда курились тёмные клубы дыма. Там собрались неисчислимые рати его чудовищ и демонов, а в недрах земли плодилось и размножалось племя орков. С возвращением Мелькора тёмная тень пала на Белерианд.
Моргот отковал для себя огромную железную корону, в которую были оправлены Сильмарили, и провозгласил себя Королём Мира. От прикосновения к священным камням руки его были обожжены дочерна; такими остались они навсегда, и вовеки не утихла боль от ожогов и ярость, вызванная болью. Свою корону Моргот никогда не снимал с головы. Редко выходил он из глубоких подземелий своей крепости, и лишь один раз тайно покинул свои владения.

## Войны с Нолдор
Разгневавшись на Валар за допущенное, Феанор, ставший после смерти отца Финвэ верховным правителем Нолдор, взбунтовался и повел свой народ в Средиземье. Именно в тот момент Феанор «пред лицом Манвэ проклял Мелькора и нарек его Морготом, Чёрным Врагом Мира, и лишь этим именем звали его впредь…». Валар были опечалены, но Исходу Нолдор не противились. Однако их поход в Средиземье был омрачён первой братоубийственной резнёй эльфов в городе Альквалондэ, из-за которой на бунтовщиков-нолдор обрушилось проклятье Мандоса:
«Слёзы бессчётные прольёте вы; и Валар оградят от вас Валинор, исторгнут вас, дабы даже эхо ваших рыданий не перешло гор. Гнев Валар лежит на доме Феанора, и ляжет он на всех, кто последует за ним и настигнет их, на западе ли, на востоке ли. Клятва станет вести их — и предавать, и извратит самое сокровище, добыть которое они поклялись. Все начатое ими во имя добра завершится лихом; и произойдет то от предательства брата братом и от боязни предательства. Изгоями станут они навек. Несправедливо вы пролили кровь своих братьев и запятнали землю Амана. За кровь вы заплатите кровью и будете жить вне Амана под тенью Смерти…».
После бегства из Амана и возвращения в Средиземье Моргот начинает долгие Битвы Белерианда с эльфами, которые и составляют практически всё содержание последних шести веков Первой эпохи. Самому Морготу удалось пленить старшего сына Феанора Маэдроса после битвы Дагор-нуин-гилиат, в которой сам Феанор погиб. Однако Фингон спас своего кузена, а затем нолдор создали в Белерианде свои королевства. Поначалу сражения складывались удачно для эльфов, и они даже взяли Ангбанд в четырёхвековую осаду. Однако в битве Дагор Браголлах объединённые войска эльфов и людей потерпели жестокое поражение, после которого Моргот подчинил себе большую часть Белерианда, уничтожил практически всё войско нолдор, в том числе Верховного короля нолдор Финголфина и сыновей Финарфина: Аэгнора и Ангрода. Однако сын предводителя Дома Беора Барахира Берен при поддержке дочери короля синдар Дориата Элу Тингола Лутиэн похитил Сильмариль из Морготовой короны, после чего Маэдрос создал из людей, эльфов и гномов союз. Но Моргот в ходе битвы Нирнаэт Арноэдиад разгромил союзное войско и пленил на долгое время вождя Дома Хадора Хурина Талиона, чей сын Турин убил дракона Глаурунга. Более того, его рати уничтожили тайный эльфийский город Гондолин (владение Тургона — младшего сына Финголфина). 
Владычество Моргота в Белерианде, как и в Средиземье вообще, было прервано Войной гнева. Внучатый племянник Хурина Эарендиль и его жена Эльвинг (внучка Берена) отыскали путь в Аман и попросили Валар пощадить народы Средиземья и простить нолдор. В результате эльфы Амана и люди Средиземья под предводительством Эонвэ выступили в последний поход на Мелькора. Его войска были разбиты, Ангбанд и Тангородрим — разрушены, а сам он был пленён и выброшен через Дверь Ночи за пределы Стен Мира, в Пустоту-Вне-Времени.